# Formule 3 Euro Series 2010

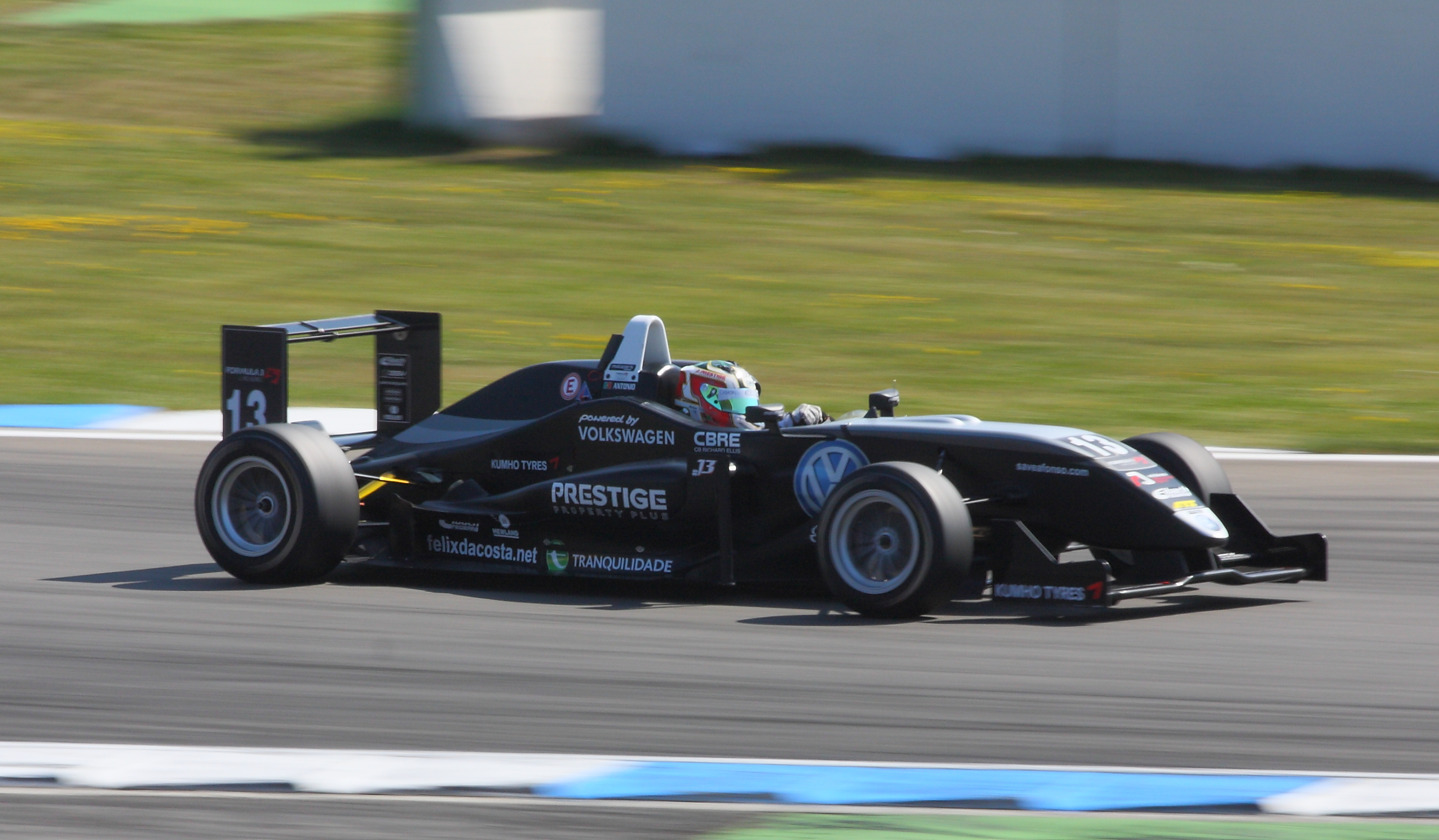
La Formule 3 de Antonio Félix Da Costa au Hockenheimring

Le championnat de Formule 3 Euro Series 2010 se déroule du 24 avril au 17 octobre 2010.

## Règlement sportif
- Première manche de chaque meeting : attribution des points selon le barème 10,8,6,5,4,3,2,1 - L'auteur de la pole position inscrit un point.
- Seconde manche de chaque meeting : la grille de départ est déterminée par l'ordre d'arrivée de la première manche, avec inversion des positions pour les huit premiers. Seuls les 6 premiers marquent des points, selon le barème 6,5,4,3,2,1.

## Engagés
| Écurie                  | Nos | Pilote                 | Rookie | Voiture       | Moteur     |
| ----------------------- | --- | ---------------------- | ------ | ------------- | ---------- |
| ART Grand Prix          | 1   | Valtteri Bottas        |        | Dallara F308s | Mercedes   |
| ART Grand Prix          | 2   | Alexander Sims         |        | Dallara F308s | Mercedes   |
| ART Grand Prix          | 11  | Jim Pla                | R      | Dallara F308s | Mercedes   |
| ART Grand Prix          | 30  | Esteban Gutiérrez      |        | Dallara F308s | Mercedes   |
| ASL Mücke Motorsport    | 3   | Roberto Merhi          | R      | Dallara F308s | Mercedes   |
| ASL Mücke Motorsport    | 4   | Carlos Muñoz           |        | Dallara F308s | Mercedes   |
| Signature-Plus          | 5   | Edoardo Mortara        |        | Dallara F308s | Volkswagen |
| Signature-Plus          | 6   | Marco Wittmann         |        | Dallara F308s | Volkswagen |
| Signature-Plus          | 11  | Laurens Vanthoor       |        | Dallara F308s | Volkswagen |
| Prema Powerteam         | 7   | Nicolas Marroc         |        | Dallara F308s | Mercedes   |
| Prema Powerteam         | 8   | Daniel Juncadella      | R      | Dallara F308s | Mercedes   |
| Motopark Academy        | 9   | Adrian Quaife-Hobbs    | R      | Dallara F308s | Volkswagen |
| Motopark Academy        | 10  | Matias Laine           | R      | Dallara F308s | Volkswagen |
| Motopark Academy        | 13  | António Félix da Costa | R      | Dallara F308s | Volkswagen |
| Motopark Academy        | 15  | Kevin Magnussen        | R      | Dallara F308s | Volkswagen |
| Motopark Academy        | 31  | Jimmy Eriksson (en)    | R      | Dallara F305  | Volkswagen |
| China Sonangol-Motopark | 32  | Luís Sá Silva          | R      | Dallara F305  | Mercedes   |
| Jo Zeller Racing        | 38  | Sandro Zeller          | R      | Dallara F306  | Mercedes   |

## Courses de la saison 2010
| Date         | Lieu                | Vainqueur              | Nationalité | Voiture            | Écurie               |
| 10 avril     | Paul Ricard         | Edoardo Mortara        | Italie      | Dallara-Volkswagen | Signature            |
| 11 avril     | Paul Ricard         | Alexander Sims         | Royaume-Uni | Dallara-Mercedes   | ART Grand Prix       |
| 24 avril     | Hockenheim          | Marco Wittmann         | Allemagne   | Dallara-Volkswagen | Signature            |
| 25 avril     | Hockenheim          | Roberto Merhi          | Espagne     | Dallara-Mercedes   | ASL Mücke Motorsport |
| 22 mai       | Valencia            | Edoardo Mortara        | Italie      | Dallara-Volkswagen | Signature            |
| 23 mai       | Valencia            | Kevin Magnussen        | Danemark    | Dallara-Volkswagen | Motopark Academy     |
| 3 juillet    | Norisring           | Edoardo Mortara        | Italie      | Dallara-Volkswagen | Signature            |
| 4 juillet    | Norisring           | Valtteri Bottas        | Finlande    | Dallara-Mercedes   | ART Grand Prix       |
| 7 août       | Nürburgring         | Edoardo Mortara        | Italie      | Dallara-Volkswagen | Signature            |
| 8 août       | Nürburgring         | António Félix da Costa | Portugal    | Dallara-Volkswagen | Motopark Academy     |
| 21 août      | Zandvoort           | Edoardo Mortara        | Italie      | Dallara-Volkswagen | Signature            |
| 22 août      | Zandvoort           | António Félix da Costa | Portugal    | Dallara-Volkswagen | Motopark Academy     |
| 4 septembre  | Brands Hatch        | Edoardo Mortara        | Italie      | Dallara-Volkswagen | Signature            |
| 5 septembre  | Brands Hatch        | António Félix da Costa | Portugal    | Dallara-Volkswagen | Motopark Academy     |
| 18 septembre | Oschersleben (Bode) | Valtteri Bottas        | Finlande    | Dallara-Mercedes   | ART Grand Prix       |
| 19 septembre | Oschersleben (Bode) | Jim Pla                | France      | Dallara-Mercedes   | ART Grand Prix       |
| 16 octobre   | Hockenheim          | Edoardo Mortara        | Italie      | Dallara-Volkswagen | Signature            |
| 17 octobre   | Hockenheim          | Daniel Juncadella      | Espagne     | Dallara-Mercedes   | Prema Powerteam      |

## Classement des pilotes
| Classement | Pilote                 | Pays        | Voiture            | Écurie               | Nombre de points |
| ---------- | ---------------------- | ----------- | ------------------ | -------------------- | ---------------- |
| 1er        | Edoardo Mortara        | Italie      | Dallara-Volkswagen | Signature            | 101              |
| 2e         | Marco Wittmann         | Allemagne   | Dallara-Volkswagen | Signature            | 76               |
| 3e         | Valtteri Bottas        | Finlande    | Dallara-Mercedes   | ART Grand Prix       | 74               |
| 4e         | Alexander Sims         | Royaume-Uni | Dallara-Mercedes   | ART Grand Prix       | 63               |
| 5e         | Roberto Merhi          | Espagne     | Dallara-Mercedes   | ASL Mücke Motorsport | 56               |
| 6e         | Laurens Vanthoor       | Belgique    | Dallara-Volkswagen | Signature            | 42               |
| 7e         | António Félix da Costa | Portugal    | Dallara-Volkswagen | Motopark Academy     | 40               |
| 8e         | Daniel Juncadella      | Espagne     | Dallara-Mercedes   | Prema Powerteam      | 35               |
| 9e         | Carlos Muñoz           | Colombie    | Dallara-Mercedes   | ASL Mücke Motorsport | 18               |
| 10e        | Jim Pla                | France      | Dallara-Mercedes   | ART Grand Prix       | 13               |
| 11e        | Nicolas Marroc         | France      | Dallara-Mercedes   | Prema Powerteam      | 10               |
| 12e        | Kevin Magnussen        | Danemark    | Dallara-Volkswagen | Motopark Academy     | 8                |
| 13e        | Adrian Quaife-Hobbs    | Royaume-Uni | Dallara-Volkswagen | Motopark Academy     | 7                |
| 14e        | Matias Laine           | Finlande    | Dallara-Volkswagen | Motopark Academy     | 3                |
| 15e        | Christopher Zanella    | Suisse      | Dallara-Volkswagen | Motopark Academy     | 2                |
| 16e        | Tobias Hegewald        | Allemagne   | Dallara-Volkswagen | Motopark Academy     | 1                |